# Río Sorpresa
El río Sorpresa es un cauce de agua de la Región de Aysén que fluye al oeste de la cordillera andina patagónica y desemboca en el océano Pacífico. 
Su hoya limita al norte con la cuenca del Río Huemules (Tres Cruces), al este con las del río Ibáñez y del río Murta y al sur con la del río Exploradores y otras.

## Trayecto
Hans Niemeyer describe su trayecto así:: 548 
El río Sorpresa propiamente se forma de la unión, a unos 12 km de su desembocadura en Bahía Erasmo de un tributario que viene del norte llamado precisamente río Sorpresa Norte y otro que viene del sureste, llamado río Sorpresa Sur. El primero tiene sus nacientes en ventisqueras desprendidos hacia el sureste del Nevado Hudson (2500 m), nudo orográfico glaciado que alimenta a un gran número de ventisqueros que originan otros tantos ríos en todas direcciones. El Sorpresa Norte tiene un desarrollo hacia el sureste de unos 15 km. Dos ramales contribuyen a su formación. El río Sorpresa Sur se origina a occidente de la línea divisoria de agua con las cabeceras del río Murta y del río Ibáñez, ambos de la cuenca del Baker. Esos orígenes tienen relación con áreas intensamente englazadas. Tiene su curso orientado al Noroeste con una longitud cercana a 18 km.
En sus últimos 10 km fluye en un valle plano y ancho, con numerosos meandros y extensas playas, al contrario de su fase superior donde solo tiene un ancho de 4 o 5 m encajonado entre altas paredes. En su desembocadura se forma un pantano al que aporta con muchos sedimentos.
Desde el sur recibe dos afluentes, el río Corto a 3,5 km de su desembocadura y el río Porfiado.

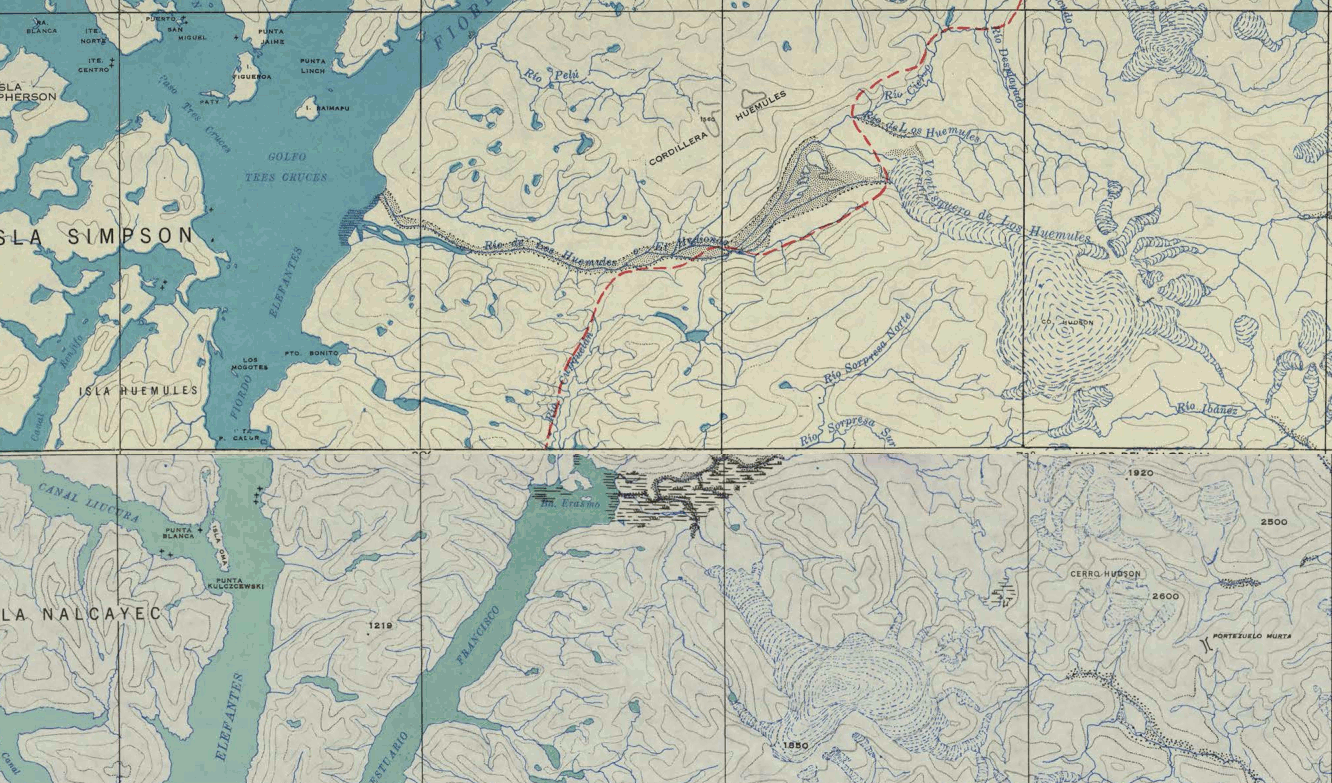
El río Sorpresa en el centro de un compuesto de dos mapas publicados por el Instituto Geográfico Militar de Chile. A la derecha se aprecia el río Ibáñez de la cuenca del río Baker y al norte el río Huemules, el que desemboca en la bahía Tres Cruces.

## Caudal y régimen
El río es de caudal mediano, asegura Niemeyer, aunque tiene crecidas violentas y repentinas.

## Historia
En 1947 el río fue remontado por el explorador patagónico Augusto Gross quien demostró la posibilidad de llegar hasta zona poblada del río Murta, afluente norte del lago General Carrera sin necesidad de cruzar el Campo de hielo patagónico norte.: 548 